# Yolanda Magallón
Yolanda Magallón Vallejo (5 de noviembre de 1975) es una deportista española que compitió en duatlón. Ganó una medalla de bronce en el Campeonato Europeo de Duatlón Campo a Través de 2015.

## Palmarés internacional
| Campeonato Europeo | Campeonato Europeo        | Campeonato Europeo | Campeonato Europeo |
| Año                | Lugar                     | Medalla            | Prueba             |
| ------------------ | ------------------------- | ------------------ | ------------------ |
| 2015               | Castro Urdiales ( España) | Medalla de bronce  | Individual         |